# Yazid III
Yazid ibn al-Walid o Yazid III (àrab: يزيد بن الوليد, Yazīd ibn al-Walīd) (701-744) fou califa omeia marwànida de Damasc (744). Va governar uns sis mesos i fou conegut com an-Nàqis (àrab: الناقص, an-Nāqiṣ, ‘el que disminueix’, perquè, volent imitar el seu antecessor, el califa Úmar, va reduir el sou de la tropa, com també havia fet Úmar, després que Yazid II l'hagués augmentat). La seva mare fou una de les netes de Isdigerdes III que fou feta presonera a Transoxiana, i es vantava que d'ella havia heretat sang sassànida i romana d'Orient. Fou famós pel seu ascetisme i religiositat.
Va agafar el poder en un cop d'estat contra el seu cosí al-Walid II ibn Yazid, la qual cosa va provocar la tercera guerra civil del califat o tercera fitna. El principal suport de Yazid foren els kalbites de la regió de Damasc; va afavorir els kalbites o iemenites contra els qaysites o mudarites. Va enviar al kalbita Mansur ibn Jumhur a l'Iraq per destituir al governador qaysita Yússuf ibn Úmar ath-Thaqafí, però després hi va nomenar governador a l'omeia Abd-Al·lah ibn Úmar ibn Abd-al-Aziz.
Hauria mort de manera natural, tot i que també es diu que fou víctima de la pesta, el setembre del 744 i el va succeir Ibrahim ibn al-Walid.